# Sona Poghosian
Sona Poghosian –en armenio, Սոնա Պողոսյան– (Ereván, 29 de junio de 1998) es una deportista armenia que compite en halterofilia. Ganó una medalla de bronce en el Campeonato Europeo de Halterofilia de 2017, en la categoría de 75 kg.

## Palmarés internacional
| Campeonato Europeo | Campeonato Europeo | Campeonato Europeo | Campeonato Europeo |
| Año                | Lugar              | Medalla            | Categoría          |
| ------------------ | ------------------ | ------------------ | ------------------ |
| 2017               | Split (Croacia)    | Medalla de bronce  | 75 kg              |